# Mastophora
Mastophora es un género de arañas araneomorfas de la familia Araneidae. Se encuentra en América.
Atrapan insectos al vuelo por medio de una bola pegajosa que cuelga de un hilo, en forma similar a las boleadoras de los gauchos sudamericanos. El nombre común en inglés "bolas spiders" se refiere a esto. Además usan feromonas para atraer a sus presas por medio de mimetismo químico.

## Lista de especies
Según The World Spider Catalog 12.0:
- Mastophora abalosi Urtubey & Báez, 1983
- Mastophora alachua Levi, 2003
- Mastophora alvareztoroi Ibarra & Jiménez, 2003
- Mastophora apalachicola Levi, 2003
- Mastophora archeri Gertsch, 1955
- Mastophora bisaccata (Emerton, 1884)
- Mastophora brescoviti Levi, 2003
- Mastophora caesariata Eberhard & Levi, 2006
- Mastophora carpogaster Mello-Leitão, 1925
- Mastophora catarina Levi, 2003
- Mastophora comma Báez & Urtubey, 1985
- Mastophora conica Levi, 2006
- Mastophora conifera (Holmberg, 1876)
- Mastophora cornigera (Hentz, 1850)
- Mastophora corpulenta (Banks, 1898)
- Mastophora corumbatai Levi, 2003
- Mastophora cranion Mello-Leitão, 1928
- Mastophora diablo Levi, 2003
- Mastophora dizzydeani Eberhard, 1981
- Mastophora escomeli Levi, 2003
- Mastophora extraordinaria Holmberg, 1876
- Mastophora fasciata Reimoser, 1939
- Mastophora felda Levi, 2003
- Mastophora felis Piza, 1976
- Mastophora gasteracanthoides (Nicolet, 1849)
- Mastophora haywardi Birabén, 1946
- Mastophora holmbergi Canals, 1931
- Mastophora hutchinsoni Gertsch, 1955
- Mastophora lara Levi, 2003
- Mastophora leucabulba (Gertsch, 1955)
- Mastophora leucacantha (Simon, 1897)
- Mastophora longiceps Mello-Leitão, 1940
- Mastophora melloleitaoi Canals, 1931
- Mastophora obtusa Mello-Leitão, 1936
- Mastophora pesqueiro Levi, 2003
- Mastophora phrynosoma Gertsch, 1955
- Mastophora pickeli Mello-Leitão, 1931
- Mastophora piras Levi, 2003
- Mastophora rabida Levi, 2003
- Mastophora reimoseri Levi, 2003
- Mastophora satan Canals, 1931
- Mastophora satsuma Levi, 2003
- Mastophora seminole Levi, 2003
- Mastophora soberiana Levi, 2003
- Mastophora stowei Levi, 2003
- Mastophora timuqua Levi, 2003
- Mastophora vaquera Gertsch, 1955
- Mastophora yacare Levi, 2003
- Mastophora yeargani Levi, 2003
- Mastophora ypiranga Levi, 2003